# Provincia de Rutana
La Provincia de Rutana es una de las diecisiete Provincias de Burundi. Cubre un área de 1.959 km² y alberga una población de 294.000 personas. La capital es Rutana.

## Comunas con población en agosto de 2008
- Bukemba 35,471
- Giharo 93,365
- Gitanga 43,727
- Mpinga 52,821
- Musongati 52,949
- Rutana 55,177

- Datos: Q822566